# Matt O'Riley
Matt O'Riley, né le 21 novembre 2000 à Hounslow en Angleterre, est un footballeur international danois qui évolue au poste de milieu central à Brighton & Hove Albion.

## Biographie

### En club
Né dans le Borough londonien de Hounslow en Angleterre, Matt O'Riley est formé par le Fulham FC. Après avoir rejeté une offre de prolongation de contrat de Fulham, O'Riley quitte le club librement à l'été 2020, se retrouvant alors sans club.
Le 24 janvier 2021, lors du mercato hivernal, Matt O'Riley s'engage au MK Dons.
Le 20 janvier 2022, lors du mercato hivernal, Matt O'Riley s'engage au Celtic Glasgow. Il joue son premier match pour le Celtic le 26 janvier suivant, lors d'une rencontre de championnat face au Heart of Midlothian. Il est titularisé et se montre décisif en délivrant une passe décisive à Giórgos Giakoumákis, participant ainsi à la victoire de son équipe par deux buts à un,.
Il est sacré Champion d’Écosse en 2021-2022.
Le 26 août 2024, Matt O'Riley rejoint Brighton & Hove Albion. Il signe un contrat de cinq ans, soit jusqu'en juin 2029.

### En sélection
Né en Angleterre, Matt O'Riley possède des origines danoises et norvégiennes par sa mère et irlandaises par son père, et peut donc représenter chacun de ces quatre pays. Il est appelé avec l'équipe du Danemark espoirs en mars 2022. O'Riley joue son premier match avec cette sélection le 29 mars 2022 contre la Belgique. Il entre en jeu à la place de Oliver Villadsen et les deux équipes se neutralisent (1-1 score final).
Le 15 octobre 2023, Matt O'Riley est convoqué pour la première fois avec l'équipe nationale du Danemark par le sélectionneur Kasper Hjulmand. Il remplace dans la liste initiale Kasper Dolberg qui est finalement forfait. Le jeune milieu de terrain ne fait toutefois aucune apparition lors de ce rassemblement.
Auteur de prestations remarquées avec son équipe du Celtic Glasgow au début de la saison 2023-2024 (six buts et cinq passes décisives en douze matchs), O'Riley est de nouveau appelé avec l'équipe nationale en novembre 2023, en raison également d'absences dans la sélection danoise, et la blessure de la star de l'équipe Christian Eriksen offre alors une opportunité à O'Riley de faire ses débuts. Il honore alors sa première sélection avec le Danemark le 20 novembre 2023, à l'occasion du dernier match des éliminatoires de l'Euro 2024 contre l'Irlande du Nord. O'Riley est directement titularisé mais ne peut empêcher la défaite de son équipe par deux buts à zéro. Une défaite sans conséquences, le Danemark étant déjà qualifié pour l'Euro avant le début du match.

## Palmarès
Celtic Glasgow
- Championnat d'Écosse de football (3)
  - Champion en 2022, 2023 et 2024
- Coupe de la Ligue écossaise de football (1)
  - Vainqueur en 2023
- Coupe d'Écosse de football (1)
  - Vainqueur en 2023

### Distinctions personnelles
- Membre de l'équipe-type de Scottish Premiership en 2024.